# Kapljuh
Kapljuh je naseljeno mjesto u općini Bosanski Petrovac, Federacija Bosne i Hercegovine, BiH.

## Zemljopis
Kapljuh leži u onom dijelu Bravskog polja gdje se pravac polja lomi i iz južnog prelazi u istočni smjer. Tako je Kapljuh nastavak Smoljane, prostirući se ispod smoljanskih Tavana. Taj dio sela se zove Pod Vrhovije. Drugi dio sela je u polju i taj dio se zove Kapljuh. Treći dio je potpuno odvojen, ispod brda Risovača, Bajramovac i Ježevac i zove se Rsovac. Na sredini polja, ispod sela je brežuljak Katina Glavica. Postoji par malih izvora koji daju vodu preko zime.

## Povijest
U Kapljuhu, na lokacji Mramor je pronađen rimski miljokaz udaljen 6 km od onog u Barama. Jedna gradina se nalazi na Latinskom vrhu, vjerojatno rimska utvrda radi osiguranja ceste. Tu je pronađen rimski materijal.

## Stanovništvo

### 1991.
Nacionalni sastav stanovništva 1991. godine, bio je sljedeći:
ukupno: 144
- Srbi - 138
- ostali, neopredijeljeni i nepoznato - 6

### 2013.
Nacionalni sastav stanovništva 2013. godine, bio je sljedeći:
ukupno: 27
- Srbi - 27

## Gospodarstvo
U Kapljuvu je zemlja slaba i neplodna, nepogodna za poljoprivredu. Bio je to razlog zašto je posljednje naseljeno.